# George Nicolas Georgano
George Nicolas Georgano (29 février 1932 à Londres - 22 octobre 2017 à Guernesey,) est un auteur britannique, spécialisé dans l'histoire de l'automobile. Son ouvrage le plus connu est The Complete Encyclopedia of Motorcars, publié pour la première fois en 1968.

## Biographie
Georgano est né à Londres en 1932. À l'âge de 7 ans, il rédige un catalogue de camions et, à 16 ans, une encyclopédie. Il est allé à la Bryanston School, puis a obtenu un diplôme d'enseignement au New College d'Oxford,.
Après l'université, il entame une carrière d'enseignant, son premier poste étant dans une école préparatoire anglaise.
Il enseigne ensuite au collège Trent de Long Eaton, dans le Nottinghamshire.
La première publication complète de Georgano est The World's Automobiles, qu'il cosigne avec Ralph Doyle (George Ralph Doyle 1890-1961). Cette publication a été suivie par The Complete Encyclopedia of Motorcars (L'encyclopédie complète des voitures), publiée en 1968.
De 1976 à 1981, Georgano a travaillé au Musée automobile de Beaulieu en tant que bibliothécaire en chef.
Le 22 octobre 2017, Georgano est décédé le jour de l'anniversaire de l'un de ses petits-fils, Harry Northmore.

## Publications
- G. N. Georgano, The American Automobile: A Centenary, Prion, 1992 (ISBN 1853752363)
- G. N. Georgano, The Art of the American Automobile – The Greatest Stylists and Their Work
- G. N. Georgano, American Trucks of the Seventies, Penguin Books, 1981 (ISBN 0-7232-2765-9)
- G. N. Georgano=, Auto's uit de jaren zeventig en tachtig
- G. N. Georgano, The Beaulieu Encyclopedia of the Automobile, Fitzroy Dearborn Publishers, 2000, 3 volume set éd. (ISBN 1-57958-293-1)
- G. N. Georgano, The Beaulieu Encyclopedia of the Automobile: Coachbuilding, Taylor & Francis Group, 2001 (ISBN 1-57958-367-9)
- G. N. Georgano, The Bentley, Shire Books, coll. « Shire Album », 1993
- Britain's Motor Industry: The First 100 Years
- G. N. Georgano, Brooklands: A Pictorial History, Dalton Watson Fine Books, 1978 (ISBN 0-901564-15-X)
- G. N. Georgano, Cars: 1886–1930, Random House Value Publishing, 1985 (ISBN 0-517-48073-5, lire en ligne)
- G. N. Georgano, Cars 1930–2000: The Birth of the Modern Car, New Line Books, 2001 (ISBN 1-57717-210-8)
- G. N. Georgano, Cars 1990 to Present Days: Production Goes World Wide, Mason Crest Publishers, 2002 (ISBN 1-59084-489-0, lire en ligne)
- G. N. Georgano, « Cars of the Fifties: Goodbye Seller's Market », World of Wheels,‎ octobre 2002
- G. N. Georgano, Cars of the Seventies and Eighties: Hatchbacks for the Sportsman, Mason Crest Publishers, 2002 (ISBN 1-59084-488-2, lire en ligne )
- G. N. Georgano, Classic Cars (Source Book), Sourcebooks, 1977
- G. N. Georgano, The Classic Rolls-Royce, Octopus Publishing Group, 1985 (ISBN 0-600-50020-9)
- G. N. Georgano, Classic Rolls-Royce, Spanish éd.
- The Complete Encyclopedia of Commercial Vehicles, Krause Publications, 1979 (ISBN 0-87341-024-6)
- G. N. Georgano, The Complete Encyclopedia of Motorcars, 1968
  - G. N. Georgano et Thorkil Ry Andersen, The Complete Encyclopedia of Motorcars, 1885 to the Present, Dutton Books, 1973 (ISBN 0-525-08351-0)
  - G. N. Georgano, The Complete Encyclopedia of Motorcars, 1885 to the Present, Random House, 1973 (ISBN 0-85223-048-6)
  - G. N. Georgano, The Complete Encyclopedia of Motorcars, 1885–1968, Penguin Group USA, 1973 (ISBN 0-525-08350-2)
- G. N. Georgano, Early and Vintage Years, 1885–1930: The Golden Era of Coachbuilding, Mason Crest Publishers, 2002 (ISBN 1-59084-491-2, lire en ligne )
- Lord Montagu of Beaulieu et G. N. Georgano, Early Days on the Road (with Lord Montagu of Beaulieu)
  - Early Days on the Road – An Illustrated History 1819–1941, 1967
  - Early Days on the Road: An illustrated history 1819–1941, 1976
  - Early Days on the Road: An Illustrated History 1819–1941, Penguin Books, 1976 (ISBN 0-7181-1310-1)
- G. N. Georgano, Electric Vehicles, Shire Books, coll. « Shire Library »
- G. N. Georgano et Glenn Baechler, Encyclopedia of American Automobiles, Dutton, 1971 (ISBN 0-525-09792-9)
- The Encyclopedia of Motor Sport
- G. N. Georgano, The Encyclopedia of M: 2 (A Studio book), Penguin Books, 1971 (ISBN 0-670-29405-5, lire en ligne)
- G. N. Georgano et Glenn Baechler, The Encyclopedia of Motor Sport, Penguin Books, 1971 (ISBN 0-7181-0955-4)
- G. N. Georgano, The Encyclopedia of Sportscars, Chartwell Books, 1998 (ISBN 0-7858-0859-0)
- G. N. Georgano, Histoire Illustree des Camions. 1896–1920, Carlo Demand, 1978
- G. N. Georgano, A History of Sports Cars, Nelson, 1970 (ISBN 1-71212-005-0)
- G. N. Georgano, A History of the London Taxicab, David & Charles, 1972 (ISBN 0-7153-5687-9)
  - G. N. Georgano, A History of the London Taxicab, Drake Publishers (ISBN 0-87749-352-9)
- G. N. Georgano, A History of Transport, Dent & Sons, J. M., 1972 (ISBN 0-460-03951-2)
- G. N. Georgano et Gordon Davies, The How and Why Wonder Book of the Motor Car, 1976
- G. N. Georgano, The Humber, Shire Books, coll. « Shire Album », 1990
- G. N. Georgano, The London Taxi, Shire Publications, 1985 (ISBN 0-85263-772-1)
- G. N. Georgano, Military Vehicles: World War Two Transport and Halftracks, Osprey Publishing, janvier 1994 (ISBN 1-85532-406-7, lire en ligne)
- G. N. Georgano, A Motor Racing Camera, 1894–1916, David & Charles, coll. « National Motor Museum Trust », 1976 (ISBN 0-7153-7160-6)
- G. N. Georgano, The New Encyclopedia of Motorcars: 1885 to the Present, Penguin Group USA, 1982 (ISBN 0-525-93254-2, lire en ligne )
- G. N. Georgano, Racing and Sports Cars, Piccolo Books
- G. N. Georgano, Rolls Royce, 1983
- G. N. Georgano, Rolls Royce-Classic Cars
- G. N. Georgano, Scammell: The Load Movers from Watford, Roundoak Publishing, 1997 (ISBN 187156526X)
- G. N. Georgano, A Source Book of Classic Cars, Ward Lock, 1977 (ISBN 0-7063-5039-1)
- G. N. Georgano, A Source Book of Racing and Sports Cars, Ward Lock, 1973 (ISBN 0-7063-1495-6)
- G. N. Georgano, A Source Book of Veteran Cars, Ward Lock, 1974 (ISBN 0-7063-1820-X)
- G. N. Georgano, Sports Cars: History and Development, Book Sales, 1998 (ISBN 91-87036-10-X)
- G. N. Georgano, Transportation through the Ages, McGraw-Hill, 1972 (ISBN 0-07-023131-1)
- G. N. Georgano et C. Demand, Trucks: An Illustrated History 1896–1920, 1979
- G. N. Georgano, Veteran Cars (Source Book), 1974
- G. N. Georgano, Vintage and Post-vintage Cars (Source Book), 1974
- G. N. Georgano, Vintage Cars 1886 to 1930, Book Sales, Incorporated, 1998 (ISBN 0-7858-0933-3)
  - G. N. Georgano, Vintage Cars 1886 to 1930, Random House, 1997, More editions éd. (ISBN 1-85501-926-4)
- G. N. Georgano, Vintage Years, 1920–1930: Mass Production and the Great Boom of Wheels, Mason Crest Publishers, 2002 (ISBN 1-59084-490-4, lire en ligne )
- G. N. Georgano, Michael C. Sedgwick et Brian Laban, The World Guide to Automobiles, Baldwin, 1987
- G. R. Doyle et G. N. Georgano, The World's Automobiles 1880–1958: A Record of 75 Years of Car Building, 1957
- G. R. Doyle et G. N. Georgano, The World's Automobiles 1862–1962, A Record of 100 Years of Car Building by & G. N. Georgano (1963), 1963
- G. N. Georgano, The World's Commercial Vehicles, 1830–1964: A record of 134 years of commercial vehicle production, 1965 (lire en ligne )
- G. N. Georgano, World Guide to Automobile Manufacturers, Facts on File, 1987 (ISBN 0-8160-1844-8)
- G. N. Georgano, World Truck Book, 1983
- G. N. Georgano, World Truck Handbook, Jane's Information Group, 1983 (ISBN 0-7106-0267-7)
- G. N. Georgano, World War Two Military Vehicles, Osprey, 1994 (ISBN 1855324067, lire en ligne)